# Nugolone
Nugolone serait le dernier des six roi maure de Corse, dont il aurait été chassé par le personnage mythique d’Ugo Colonna au début du IXe siècle[source insuffisante].